# Tetraòxid d'osmi
El tetraòxid d'osmi o òxid d'osmi(VIII) és un compost químic binari amb la fórmula OsO₄.

## Síntesi
El tetraòxid d'osmi es pot produir per exposició de pols d'osmi a l'aire a temperatura ambient o bé escalfant osmi a uns 400 °C.
Os + 2 O₂ → OsO₄

## Usos

### Síntesi orgànica
La reacció de tetraòxid d'osmi amb un alquè dona lloc al corresponent diol, en el que els dos grups hidroxil es troben al mateix costat (addició syn). La reacció d'Upjohn utilitza tetraòxid d'osmi en quantitats catalítiques per a formar aquest mateix diol, emprant NMO com a agent oxidant.